# 小熊英二
小熊 英二（おぐま えいじ、1962年9月6日 - ）は、日本の社会学者、慶應義塾大学教授、ギタリスト。専攻は歴史社会学・相関社会科学。
東京大学農学部卒業。ナショナリズムと民主主義を中心とした歴史社会学が専門。確固たる問題提起と膨大な文献にあたる緻密な論証で高評価を得る。著書に『単一民族神話の起源』(1995年)、『生きて帰ってきた男』(2015年)などがある。

## 来歴・人物
東京都昭島市出身。東京都立立川高等学校を経て、名古屋大学理学部物理学科を中退し、1987年東京大学農学部卒業、岩波書店入社（1996年まで在籍）。当初は雑誌『世界』編集部に在籍したが、営業部へ異動になった後に休職して、東京大学大学院総合文化研究科国際社会科学専攻に入学、1998年『「日本人」の境界-支配地域との関係において』で博士（学術）取得。1997年慶應義塾大学総合政策学部専任講師、2000年助教授、2007年教授。慶應義塾大学アート・センター所員。
父である小熊謙二はシベリア抑留を受け、1948年8月に日本へ帰国。その後、元日本兵の朝鮮系中国人が日本国政府を相手取ってシベリア抑留の戦後補償を求める訴訟の共同原告となっている。
1995年の『単一民族神話の起源』と1998年の『<日本人>の境界』において、「日本＝単一民族」説が戦後になって唱えられたものであり、植民地を保有していた戦前日本においては、「複数民族が共有する日本」が思想的に提唱されていたと主張した。
2002年の『〈民主〉と〈愛国〉』の出版動機として、小林よしのり『戦争論』や新しい歴史教科書をつくる会をめぐる論争の中で、小林や「つくる会」もその批判者も戦後史に対する無知が目立っていたことを見て、戦後に対する認識をきちんとしておかなければいけないと思ったことを挙げている。『〈民主〉と〈愛国〉』において戦後思想史の中では、一見、相反すると思われている「民主」と「愛国」という概念が、丸山眞男などの議論ではむしろ相性の良い概念として使われていることなどを紹介し、戦後日本におけるナショナリズムの多様性を主張した。
2012年8月22日には、野田佳彦首相と反原発市民団体「首都圏反原発連合」の代表者11人（小熊を含む。ただし小熊は「首都圏反原発連合」のメンバーではない）との首相官邸における面会を、菅直人前首相とのパイプを使って実現させた。福島第一原発の事故については、名古屋大学理学部物理学科に一時在学していたこともあり、「物理学を学んだこともあるので、原発事故の時は、何がおきているのか自分なりに把握できました。信頼のおける専門家の意見を聞いても、これは相当まずい」とみていたという。
2014年8月に朝日新聞が、同紙による、いわゆる「従軍慰安婦」問題キャンペーンについて、「吉田氏が済州島で慰安婦を強制連行したとする証言は虚偽だと判断し、記事を取り消します」とした際には、「日本の保守派には、軍人や役人が直接に女性を連行したか否かだけを論点にし、それがなければ日本には責任がないと主張する人がいる。だが、そんな論点は、日本以外では問題にされていない。そうした主張が見苦しい言い訳にしか映らない」と、保守政治家などの「ガラパゴス的」議論を批判するコメントを寄せた。
プライベートではアコースティック楽器により世界各国のトラッドをベースとした楽曲を演奏するバンド・Quikion (キキオン) を十時由紀子・佐々木絵実と結成し、東京都内を中心にライブ活動を続けているほか、2015年までに6枚のインディーズ・アルバムをリリースしている。小熊はギター、ブズーキなどを担当。このほか十時を除くキキオンのメンバーと、くどうげんた（パーカッション）とともに結成したKION（キオン）でも活動している。

## 受賞歴
- 1996年 - 『単一民族神話の起源――<日本人>の自画像の系譜』でサントリー学芸賞社会・風俗部門。
- 2003年 - 『<民主>と<愛国>――戦後日本ナショナリズムと公共性』で第2回日本社会学会奨励賞著書の部、第57回毎日出版文化賞第2部門。
- 2004年 - 『〈民主〉と〈愛国〉』で第3回大佛次郎論壇賞。
- 2010年 - 『1968』で角川財団学芸賞受賞。
- 2013年 - 『社会を変えるには』で新書大賞。
- 2015年 - 『生きて帰ってきた男 ある日本兵の戦争と戦後』で第14回小林秀雄賞受賞。
- 2016年 - 『首相官邸の前で』で日本映画復興奨励賞。

## 評価
膨大な文献を渉猟し、ナショナリズム、民主主義を中心に政治思想とその歴史を論じている。方法論的には、社会学における構築主義の立場からの研究を行っている。日本の社会学者としては珍しく、膨大な量の文献にあたる研究を行う。小熊の四大研究書のうち、初期2作『単一民族神話の起源』『<日本人>の境界』は概ね高い評価を得ている。一方で後期2作、『<民主>と<愛国>』『1968』はリベラル系の朝日新聞から読売新聞や文藝春秋といった保守系メディアまで評価する記事が載ったことがあるが、『正論』のほか中日新聞や週刊金曜日などリベラル系でも批判記事が載るなど評価が大いに分かれた。
肯定

- 父の伝記『生きて帰ってきた男』を川村湊は「『平凡』な男の一生を記述したこの本は、だが非凡な書物である。評者はこれを日本の〈自然主義文学〉の完成形として読んだ。二十世紀の日本にこんな男が生きていた。その生涯が平凡で普通であったからこそ、本書は極めて稀な達成度を示した文学作品となったのである。社会学や歴史学の学術書ではない。強いていえば、柳田民俗学が目指していた、この国の「常民＝普通の人」の精神史といえるだろうか」と評する[9]。
- 紀行『インド日記』をホンマタカシは「ステレオタイプの先入観に左右され、よくある『インドってこうだよな』という思考停止に陥らないところが新しいし、自分が実際に体験したことを冷静に思考している。近代における日本とインドのアイデンティティの確立の問題と比較を日記という体裁で分かりやすく書いている。よくある小説家とかの勝手な思いこみの旅行記とは南極と北極ぐらいの差がある」と推薦する[10]。
- 『単一民族神話の起源』についてイアン・アーシーは、「日本人が、そとの者を自然体で受け入れる寛容な民主的社会を築いていければと、本書を読んでつくづく思った」と受け止める[11]。
- 小松和彦は『単一民族神話の起源』について「眼から鱗が落ちるような指摘が随所にみられ、まさしくこの本は私の最近の大きな収穫であったといっていいだろう」と記す[12]。
- 村上龍は「こんなに面白い本に出会ったのは本当に久しぶりだ」と知人に薦め、後に対談も行っている[13]。
- 『〈日本人〉の境界』は、野村進が「日本政府が『日本人』の境界を、そのときどきの国益によってご都合主義的に決めていく中で、マイノリティの人々は国家が必要するときは『日本人』として同化を強いられ、不要なときには『非日本人』として排除されてきた。（中略）日本を含むアジアに関心のある読者にとっては、必読の書となろう」と評する[14]。
- 池澤夏樹は『〈日本人〉の境界』について「今後これを無視して近代日本史は考えられないと思っている」と評する[15]。
- 武田徹は『〈日本人〉の境界』について、米軍占領期の沖縄について「親米、反米、親日、反日…。さまざまな思惑や感情、経済的利害関係などが絡み合いつつ交錯する『傾斜』と『反発』のベクトルを、小熊は丁寧に解きほぐして書いていく」と読むべき本だとする[16]。
- 『<民主>と<愛国>』について井上ひさしは「戦後」という言葉をめぐる不毛な議論に、「大労作をひっさげて登場しました、危機におちいった杉作少年のところへ駆けつける鞍馬天狗のように颯爽と」と歓迎し、また「なによりも面白いのは、全編の各所にちりばめられた、戦後思想を牽引した人たち（丸山真男、竹内好、吉本隆明、江藤淳、鶴見俊輔、小田実）の小さな伝記群です。これらの人たちの小伝を拾い読みするだけでも充分にモトがとれます。さらに牽引者たちの伝記が、じつは同じ世代の何百万もの人たちの伝記としても通用する仕掛けは、見事」と薦める[17]。
- 油井大三郎は小熊のことを「革新的な立場の研究者」と述べたうえで、『<民主>と<愛国>』を「『戦後民主主義者』の『愛国』的側面を指摘するとともに、『戦後生まれの左派にとって、『戦後民主主義』とは、形骸化した『保守』と『革新』の対立図式の一部としか映らなかった。秩序が安定した『第二の戦後』に成人した世代の多くにとって、世界とは安定した退屈な既存秩序であり、多少の反抗をしても崩壊しないものであった』（八〇〇頁）という醒めた認識が登場してくる」と評している[18]。
- 雑誌『ダカーポ』編集部は、ジャンル別ベスト5の総合部門として、第一に『<民主>と<愛国>』を挙げ、「『民主』と『愛国』って矛盾する概念に思われがちですが、かつての戦後知識人にとっては容易に両立するものだったとする著者の記述に、目を開かれる思いがしました」「本書はその（『戦後』という言葉への）複雑さへ見事にメスを入れた名著だと言いたいですね」とする[19]。
- 全共闘に参加していた橋爪大三郎は『1968』について、「記述はおおむね公平で正確である。（中略）当時を知らない読者はもちろん、将来世代の人びとにとっても、必読の歴史資料となるに違いない。稀有な才能による、類例のない書物だと言えよう」と絶賛している[20]。
- 公安調査庁のマル秘調書を読むことができた佐藤優は、『1968』について、「本書は、これまで刊行された著作や作成された調書とは本質的に異なる学術的分析だ。（中略）小熊氏が自分の頭で考えた誠実な分析だ。共感する」と認める[21]。ひとつあるように思われる。それは政治運動としては不可解なまでに稚拙な暴力のエスカレートという問題である」として「祝祭」「消尽」に言及しつつ、「いずれにせよ、本書の出現によって、ようやくあの時代の冷静な『歴史化』がかのうになってきたように思われる。これからなされるであろう本書への『批判』が少しでも生産的であることを願う。あの失敗を二度とくりかえさないためにも」と結論の大半を受け入れる[22]。

否定

- 西尾幹二は、『<民主>と<愛国>』の索引での言及頁数は多い方から、丸山眞男、竹内好、鶴見俊輔、吉本隆明、江藤淳、小田実、石母田正、荒正人、大塚久雄、清水幾太郎の順であり、これら以外で頻出するのは小田切秀雄、本多秋五、井上清、網野善彦、中野好夫、久野収、国分一太郎、鶴見和子、中野重治、南原繁、宮本百合子、宗像誠也、大江健三郎であり、 江藤淳と晩年の清水幾太郎を除けば、全てが左派系だけであり、「名だたる戦後進歩主義者、左翼主義者、マルクス主義経済学者、歴史学者その他の屍のごとき言説を墓石の下から掘り起こして、埃を払い、茣蓙を敷いてその上にずらっと並べて天日に干して、もう一度眺められるようにお化粧直しする」「もう誰も相手にしてくれなくなった戦後進歩主義あるいは戦後左翼主義は、彼らにとっては心を慰めてくれるなによりもの〈癒し〉であるであろう。しかし今の国民の大部分の者には退屈であり、終った話であり、間違いとわかった歴史誤認である」「若い読者はこれが戦後の思想史のトータルな姿だと思うだろう。たまに保守派の名を出しても、…脇役か刺身のつま、あるいは左翼進歩派の論を補強する引き立て役としてである」と批判した[23]。
- 五十嵐仁は、言及基準が不明瞭だとして「いささか意外な感じ」として、新しい歴史教科書をつくる会の台頭がおこったとき、彼らによって「利用」され、大きな影響を与えたのが、“司馬史観”だったが、司馬遼太郎が登場することは少なく、人名索引では3ヵ所にしか出てこない。それも例証の一つとしての登場であり、主張や思想が直接の対象となって検討されていない。司馬の場合も、「暗い」昭和と対照させて「明るい」明治を評価するという方法を採るという点で、小熊の指摘が当てはまる人物であるにもかかわらずである、と書評している[24]。
- 田中英道は、『<癒し>のナショナリズム――』について、小熊の「カルチュラル・スタディーズ」的な言葉づかいのなかに、左翼的な党派性があるのだと批判。それはナショナリズムの評価において顕著であり、「戦後の共産党のナショナリズム運動を持ち上げる。（中略）左翼からのナショナリズムは肯定でき、保守派からのそれは非難されるべきだ、という『党派性』が露に出ている」と批判した[25]。
- 鶴見俊輔、小田実、吉川勇一らのベ平連について小熊は『<民主>と<愛国>』で評価しているが、大学紛争期の全共闘をはじめとする新左翼に対しては、批判的なスタンスを取っている[26]。そのため武井昭夫[27]、絓秀実[28]ら新左翼系言論人から、ベ平連についてはKGBから援助を受けていた事実があるとして[29]、鶴見俊輔による回顧的言説を無批判に受容し、その事実関係を検証しようとしないのは党派的ダブルスタンダードであると批判されている。絓らは、上野昻志と上野宏志の名前を間違えていることを前提にした批判をしているが、出版元によると小熊ではなく編集部の校閲ミスだという[30]。
- 平沢剛は、68年を再検証していると評価されている『1968』は、「実際には、68年ブームを論壇的に当て込みながら、その可能性を否定するという修正主義的意図で貫かれて」おり、「修正主義的な学問的なアプローチにも、経験主義的な特権化にも距離をとるものをどう出していけるかという課題は非常に大きい。」として、単一のパースペクティブや一つの表象代行を拒否することが68年の可能性であるため、それらの研究と批評も68年的でなければ、68年を語ったことにはなり得ない、と評した[31]。
- 2010年4月21日『中日新聞』夕刊コラム「大波小波」は、これほど多くの事実誤認に人が怒った書物も稀であるが、間違いや誤解を正したいという68年世代の強い意志であるその怒りを粗大ゴミと一蹴することはできないとして、『1968』は大岡昇平の『レイテ戦記』をモデルにしたと称しているが、「大岡の戦記はみずからがミンドロ島で俘虜となった体験に即して、無名のうちに死んでいった同胞たちへの鎮魂のために書かれた。」「小熊には68年世代への同朋意識も共感もない。ただ積み上げられた文献に基く社会学的作業があるだけだ。両者が似ているのは本の厚さだけではないか。」として、大岡をモデルにしたいなら、当事者に謙虚にインタビューを重ねるべき、と苦言を呈した。
- 市田良彦は、『1968』は記憶のバイアスを考慮して当事者取材なしで書いたのに、同じ可能性を持つ回想記を引用した点を問題視し[32]、当時の運動が主張実現の条件を欠き、未熟だとの理解に、「ろくな指導者も客観的諸条件も欠き、起きるはずもなかったところに起きた、それが68年ではなかったか。そこになだれ込んだ人々は、機など熟していないのにやっている自らの未熟さなど、熟知していなかったか」と本書の党派性に反論した[33]。
- 笠井潔は、『1968』は大学紛争が普遍性を帯びた「叛乱の集団形成やユートピアの夢と暴力などの問題系」[34]をはらんだことをとらえていないと批判した[32]。
- 『1968』の下巻17章は田中美津論であるが、『週刊金曜日』2009年12月25日号に、田中美津が、「田中美津、『1968』を嗤う 『もう、悲しくなるほど無知である』」という、9頁の反論文を寄稿した。誤読・誤用・捏造が45箇所もあり、本人取材をまったくせずに資料の切り貼りで書かれたその内容を、田中美津は、「誤読と捏造による無惨な労作」と批判した[35]。これに関して小熊英二と対談した上野千鶴子は、「田中美津さんがたいへんお怒りになったとおり、あなたの理解は十分に届いていないと思いました。自分がよくわからないこと、自分がよく理解できないことについてはお書きにならないほうがよい」と苦言を呈している[36]。
- 富田武は、『1968』は「時代思潮」の追求が理論の軽視と表裏関係となり、脱イデオロギーの今日の視点から歴史を遡及しており、さらに事実誤認が多数あると批判した[37]。
- 友常勉は、『1968』は新しい発見がないとしつつ、そのことより問題なのは、「文字資料を裏づける聴き取りが不足」しており、主要に参照されるオーラル資料は、小熊と共著がある上野千鶴子であり、「先行世代の主要なリソースとして参照されるのは鶴見俊輔の談話であるが、それは本書の内容をカバーするのに十分であるとはいえない。現代史であり、当事者が数多く存在するこの時代領域を扱うさいに、既刊の文字資料を中心に論述を組み立てるのは閉鎖的ではないだろうか。」と批判したうえで、事実誤認や独断が少なからず存在する、と批判した[38]。
- 学生運動に関わっていた四方田犬彦は「小熊に欠落しているのは、文化が一枚板からなるものではなく、公式的な高位文化の背後にそれこそ幾重にも重なり合い、絡み合った下位文化をもって構成されているという事実への、冷静にして共感を持った認識である」と、1968年を文化の問題としてとらえなかったことを批判して[39]、「もしかしたら活字にする価値はないかもしれないと自分では思っていても、その人にとってはかけがえのない体験をもっているはずだ。つまり無名の人間のになってきた68年の記憶がある。しかし小熊は彼らの誰一人の声にも耳を貸さず、文献資料を恣意的に モンタージュすることで、虚偽の書物を作り上げました。」として、ヴァナキュラーな特権的な声を粗雑に集めて構成され、社会学という学問の枠組みに庇護された『1968』が、いずれ公的な定本となり変わり68年を知らない世代が『1968』を教科書のように読んでしまうことを危惧する。また四方田は、小熊が『1968』を論述する際に、当時の文化の中心は戦中派であり団塊の世代ではないことから文化への言及は必要な範囲に抑えると書いていることを、「要するに文意に沿わないものは無視するという態度」であり、『1968』に大島渚、足立正生、浅川マキが出てこないことも問題視する。そして「これで68年の日本人の体験が語れるのか。政治と文化を切り離すところに私は危険なものを感じます。」と批判した[31]。
- 池田信夫は、小熊の本は冗漫なことで知られるが、それはわかりきった話を延々と繰り返しているからであり、『社会を変えるには』は大部分は戦後の学生運動や市民運動の歴史のおさらいで、原子力については「原発で日本が破滅する」といった感情論が10頁足らず書いてあるだけで、明らかに原子力を理解していない、肝心の社会を変えるにはどうすればいいのかについては無内容な演説が繰り返されるだけで、何をどう変えるのか具体的なことは全く示していない、と評している[40]。
- 酒井隆史は「あの社会学者によって書かれた分厚い日本の1968年論は典型的です。『賢人と奴隷とバカ』でも、すこしふれていますが、世界的にはネオリベラリズムの浸透とそれに対する左派の順応の過程──左派の「リベラル化」とここではまとめます──で起きている、諸領域にわたる「歴史の書き直し」が問題になって、それとの格闘がひとつの焦点です。」と遠回しに批判した[41]。

## 著作

### 単著
- 『単一民族神話の起源――<日本人>の自画像の系譜』（新曜社 1995年）
  - 英訳:A Genealogy of 'Japanese' Self-images, by David Askew, (Trans Pacific Press, 2002)
- 『<日本人>の境界――沖縄・アイヌ・台湾・朝鮮：植民地支配から復帰運動まで』（新曜社 1998年）
  - 英訳:The Boundaries of 'the Japanese', by Leonie R. Stickland, (Trans Pacific Press, 2014)
- 『インド日記――牛とコンピュータの国から』（新曜社 2000年）
- 『<民主>と<愛国>――戦後日本のナショナリズムと公共性』（新曜社 2002年）
- 『清水幾太郎――ある戦後知識人の軌跡』（御茶の水書房 2003年）
- 『市民と武装―アメリカ合衆国における戦争と銃規制』（慶應義塾大学出版会 2004年）
- 『対話の回路――小熊英二対談集』（新曜社 2005年）
- 『日本という国』よりみちパン!セ（理論社 2006年／イースト・プレス、2011年）
- 『1968』上下（新曜社 2009年）
- 『私たちはいまどこにいるのか――小熊英二時評集』（毎日新聞社 2011年）
- 『社会を変えるには』（講談社現代新書、2012年）
- 『生きて帰ってきた男――ある日本兵の戦争と戦後』（岩波新書、2015年）
- 『アウトテイクス――小熊英二論文集』（慶應義塾大学出版会 2015年）
- 『論壇日記――2011.4-2013.3』（新曜社 2015年）
- 『私たちはどこへ行こうとしているのか』（毎日新聞出版　2016年）
- 『首相官邸の前で<DVD付き>』（集英社インターナショナル　2017年）
- 『誰が何を論じているのか: 現代日本の思想と状況』（新曜社 2017年）
- 『日本社会のしくみ』（講談社現代新書、2019年）
- 『基礎からわかる 論文の書き方』（講談社現代新書 2022年）

### 共著
- （上野陽子）『<癒し>のナショナリズム――草の根保守運動の実証研究』（慶應義塾大学出版会 2003年）
- （鶴見俊輔・上野千鶴子）『戦争が遺したもの』（新曜社 2004年）
- （赤坂憲雄・山内明美）『「東北」再生』（イースト・プレス 2011年）
- （古市憲寿ほか）『真剣に話しましょう――小熊英二対談集』（新曜社 2014年）

### 編著
- （姜尚中）『在日一世の記憶』（集英社新書 2008年）
- （赤坂憲雄）『「辺境」からはじまる――東京/東北論』（明石書店 2012年）
- 『平成史』（河出ブックス 2012年／増補新版 2014年）
- 『原発を止める人々――3.11から官邸前まで』（文藝春秋 2013年）
- （赤坂憲雄）『ゴーストタウンから死者は出ない――東北復興の経路依存』（人文書院 2015年）
- （姜尚中）『在日二世の記憶』 (集英社 2016年）
- （樋口直人）『日本は「右傾化」したのか』 (慶応義塾大学出版会 2020年）

## ディスコグラフィ
特記のないものはキキオンとしての作品。
- エスカルゴ・ビアンコ（1999年、きなこたけレコード）
- 夜のハープ（2001年、トリニティ・レコード）
- ハレルヤ !!〜キキオン初期録音集〜（2002年、2006年再発、POSEIDON Records）
- 断食月（2004年、POSEIDON Records）
- kaprico（2007年、POSEIDON Records）
- キキオン+リズマクノムパス
  - ライブ（2005年、POSEIDON Records）